# Memelschleifenregionalpark

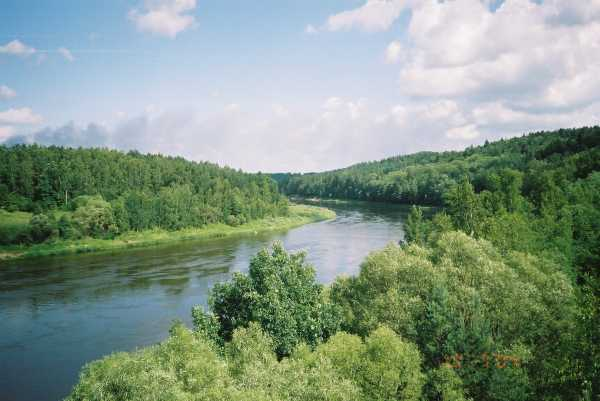
Nemunas bei Balbieriškis

Der Memelschleifenregionalpark (lit. Nemuno kilpų regioninis parkas) ist ein 1992 gegründeter Regionalpark im südlichen Litauen, in der Rajongemeinde Prienai, Gemeinde Birštonas und Rajongemeinde Alytus. Die Direktion befindet sich in der Stadt Birštonas. Das Territorium beträgt 25171 ha, davon sind 67 % Wälder. Der Park wurde zum Schutz der Landschaft der drei Nemunas-Schleifen und der archäologischen Überreste wie der Wallburg Punia eingerichtet.
Im Park gibt es insgesamt 20 Wallburgen. 
In der Försterei Punia befindet sich das Waldmuseum Punia.